# セラフィモン
セラフィモンはデジタルモンスターの一種である。デジモンフロンティアでは三大天使として登場した。

## 概要
名前の由来はセラフィム。デジタルモンスターカードゲーム・スターター3で発表され、携帯機ではD-3でパタモンの究極体として初登場。
劇場版デジモンアドベンチャー02など、アニメなどでの登場回数は多く、いずれも作中で重要な場面で登場している。しかし、重要な場面だからか、現在のところ登場した作品のいずれで敗北しており、デジモンアドベンチャー tri.まで一度も勝利を挙げていなかった。

## 種族としてのセラフィモン
三大天使の一体で天使型デジモンの最高位に位置する。デジタルワールドの「神」の「正義」と「秩序」の側面を分け与えられており、最も「神」に近い存在と言われている。鎧の腹部には希望の紋章が刻まれ、10枚の金色の翼を持ち、デジモン文字で「すべてはわれとともに」と書かれた褌を装着している。

### 基本データ
- 世代/究極体
- タイプ/熾天使型
- 属性/ワクチン
- 必殺技/セブンヘブンズ、テスタメント
- 勢力/ウィンドガーディアンズ・ウィルスバスターズ・三大天使

### 必殺技
セブンヘブンズ
七つの超高熱の光球で放つ攻撃。
テスタメント
自分の命と引き替えに大爆発を起こし、相手を消滅させる最強の技。

### 亜種・関連種・その他
- オファニモン
- ケルビモン
- デーモン
- ブラックセラフィモン
- ダンデビモン

## 登場人物としてのセラフィモン
- デジモンアドベンチャー02 - パタモン#登場人物としてのパタモンも参照のこと。ケルビモンの攻撃で進化した瞬間にパタモンに退化してしまう。
- デジモンアドベンチャーVテイマー01 - ホーリーエンジェモンがアルカディモンとの戦いで進化した。ホーリーエンジェモンの装備であるエクスキャリバーも使える。一時はアルカディモン成長期を圧倒したが油断を突かれ、成熟期に進化したアルカディモンに敗北した。
- デジモンフロンティア - 第13話に登場。声優は檜山修之。森のターミナル近くの城に封印されていた。来襲したケルビモン側の闘士と戦い、グロットモン・ラーナモン・アルボルモンを怯ませるが、結局誰一人倒せずにメルキューレモンにセブンヘブンズを反射され敗れデジタマに戻ってしまう。その後、メルキューレモンに吸収されたデータは、彼がブラックセラフィモンに進化するために使われた。アルダモンに敗れた後、腹巻を付けたパタモンとして生まれ変わり、拓也たちに同行する。
- デジモンアドベンチャー tri. - 第4章から登場。ホウオウモンとヘラクルカブテリモンの連携とはいえムゲンドラモンを撃破し、ようやく初勝利を果たす。
- デジモンアドベンチャー: - 第64話から登場。